# فريدة الزمر
فريدة يحيي سعيد الزمر هي إعلامية مصرية شهيرة تنتمي الي عائلة الزمر التي تضم عبود الزمر و طارق الزمر المتهمان في قضية اغتيال محمد أنور السادات ، وسبق أن ترشحت فريدة الزمر في انتخابات مجلس الشعب المصري 2010  وابنتها هند رشاد تعمل مذيعة أيضا في التليفزيون المصري .